# Ganiganur, Yelandur
Ganiganur là một làng thuộc tehsil Yelandur, huyện Chamarajanagar, bang Karnataka, Ấn Độ.